# Julia Abe
Julia Abe (21 mei 1976) is een tennisspeelster uit Duitsland.
Ze begon op zesjarige leeftijd met tennis.
In 1998 werd zij nationaal kampioen van Duitsland.
In 1999 speelde (en won) zij haar eerste grandslampartij, op het damesdubbelspeltoernooi van Wimbledon, nadat zij zich samen met Russin Nadja Petrova door de kwalificaties had geslagen. Een jaar later speelde zij op het Australian Open en Roland Garros in het damesenkelspeltoernooi. 

## Posities op deWTA-ranglijst
Positie per einde seizoen:
| jaar | rang enkelspel | rang dubbelspel |
| ---- | -------------- | --------------- |
| 1993 | 763            | –               |
| 1994 | 724            | 806             |
| 1995 | 997            | –               |
| 1996 | 233            | 529             |
| 1997 | 236            | 476             |
| 1998 | 146            | 258             |
| 1999 | 119            | 167             |
| 2000 | 228            | 407             |

## Resultaten grandslamtoernooien
| Legenda | Legenda                          |
| ------- | -------------------------------- |
| g.t.    | geen toernooi gehouden           |
| l.c.    | lagere categorie                 |
| –       | niet deelgenomen                 |
| G       | uitgeschakeld in de groepsfase   |
| 1R      | uitgeschakeld in de eerste ronde |
| 2R      | uitgeschakeld in de tweede ronde |
| 3R      | uitgeschakeld in de derde ronde  |
| 4R      | uitgeschakeld in de vierde ronde |
| KF      | uitgeschakeld in de kwartfinale  |
| HF      | uitgeschakeld in de halve finale |
| F       | de finale verloren               |
| W       | het toernooi gewonnen            |
| w-v     | winst/verlies-balans             |

### Enkelspel
| toernooi        | 2000 |
| --------------- | ---- |
| Australian Open | 1R   |
| Roland Garros   | 2R   |
| Wimbledon       | –    |
| US Open         | –    |

### Vrouwendubbelspel
| toernooi        | 1999 |
| --------------- | ---- |
| Australian Open | –    |
| Roland Garros   | –    |
| Wimbledon       | 2R   |
| US Open         | –    |